# Svetlana Zacharova (danseres)

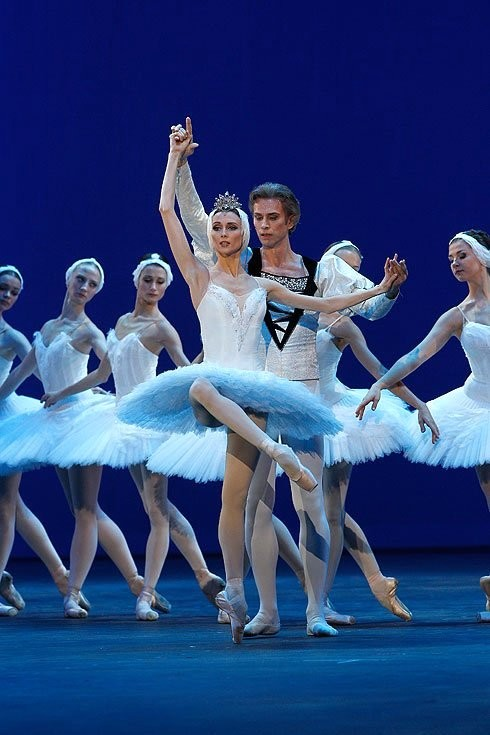
Zacharova danst in het Zwanenmeer voor het Bolsjojballet

Svetlana Zacharova (Russisch: Светлана Захарова; Loetsk, 10 juni 1979) is een prima ballerina bij het Bolsjojballet en het Teatro alla Scala.

## Mariinskiballet
Zacharova debuteerde in 1996-1997 met het Mariinskiballet als Maria met Ruben Bobovnikov, in'De fontein van Bachtsjisaraj' van Rostislav Zacharov. In 2003-2004 accepteerde ze een open aanbod van het Bolsjojballet, naar verluidt als gevolg van haar onvrede over het Mariinski.
Zacharova danst hedendaags met grote balletgezelschappen. Ze wordt beschouwd als een van de grote ballerina's van haar generatie en staat hoog aangeschreven voor haar technische expertise, haar voetenwerk en haar uitzonderlijk hoge extensies, evenals haar muzikaliteit. Niet alle critici vinden haar extreme flexibiliteit iets positiefs, zo zou het niet voldoen aan de 'klassieke' normen.
In Italië heeft ze meerdere malen voor het La Scalatheater gedanst, met Roberto Bolle als partner, veelal in klassieke stukken zoals onder andere het Zwanenmeer, Giselle, De Schone Slaapster en La Bayadère.
Zacharova was een van de dansers die in 2006 verschenen in de documentaire Ballerina.

## Onderscheidingen
Zacharova won de Prix Benois de la Danse in 2005 en de staatsprijs van de Russische Federatie in 2006.

## Privéleven

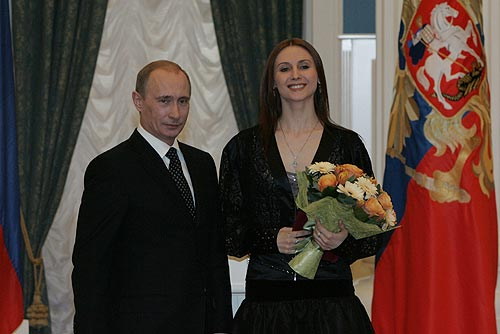
Zacharova met Vladimir Poetin

Zacharova is getrouwd met de Russische violist Vadim Repin. Het echtpaar heeft een dochter. Zacharova ontbrak tijdens de tournee van het Bolsjojballet naar Londen in de zomer van 2010; het zou aan een heupblessure liggen, maar in werkelijkheid was ze op dat moment zwanger. Zacharova betuigde steun aan de Russische president Vladimir Poetin voor de annexatie van de Krim, hetgeen haar door de nationale dansopleiding in Kiev niet in dank werd afgenomen.

## Uitgebrachte voorstellingen
- 2015: Het zwanenmeer, als Odille/Odette met Denis Rodkin (Prins Siegfried) met het Bolsjojballet
- 2013: La Bayadère, als Nikiya met Vadislav Latratov (Solor) en Maria Alexandrova (Gamzatti) met het Bolsjojballet
- 2011: Doornroosje als Prinses Aurora met David Hallberg (Prins Désiré) en het Bolsjojballet
- 2006: La Bayadère, als Nikiya met Roberto Bolle (Solor) en Isabelle Brussen (Gamzatti) met het Ballet van de Teatro alla Scala
- 2005: Giselle, als Giselle met Roberto Bolle (Albrecht) met het Ballet van de Teatro alla Scala
- 2004: Het zwanenmeer, als Odille/Odette met Roberto Bolle (Prins Siegfried) met het Ballet van de Teatro alla Scala
- 2003: The Pharaoh's Daughter, als Aspicia met Sergueï Filin (Lord Wilson) met het Bolsjojballet
- 2002: Shéhérazade, als Scheherazade met het Mariinskiballet